# 1985年乌鲁木齐“12·12”事件
1985年乌鲁木齐“12·12”事件，是1985年12月12日起发生在中华人民共和国新疆维吾尔自治区乌鲁木齐市等地的学生游行集会事件，导火索是新疆维吾尔自治区维吾尔族领导干部的工作变动。

## 简介
此次事件的导火索是新疆维吾尔自治区两位维吾尔族高级领导干部的提拔任用问题。当时，中央希望提拔铁木尔·达瓦买提担任中共新疆维吾尔自治区委副书记、新疆维吾尔自治区人民政府主席，而新疆维吾尔自治区地方则推荐司马义·艾买提继续担任该职务。中央遂采取折衷措施，将司马义·艾买提上调中央，担任国家民族事务委员会主任。
由于对此次新疆维吾尔自治区维吾尔族领导干部的工作变动不满，从1985年12月12日起，共有2000余名学生在乌鲁木齐市聚集3天，举行游行和集会，新疆维吾尔自治区和田市、阿克苏市、博乐市，以及中国内地的北京市、上海市、江苏省南京市的维吾尔族学生相继举行游行响应，学生们提出的主要口号包括“汉人滚出新疆”、“独立万岁”。
中央及各地政府对此次事件采取和平处理方式，疏导、教育学生，平息了事态。